# Valentino Vujinović
Valentino Vujinović (* 20. Februar 1999 in Karlsruhe) ist ein deutsch-kroatischer Fußballspieler, der beim ASV Durlach unter Vertrag steht.

## Karriere

### Verein
Vujinović durchlief bei seinem Ausbildungsverein Karlsruher SC ab 2008 die Jugendmannschaften bis zur U19. Von dort stieg er 2016 direkt in den Profikader auf und unterzeichnete im März 2016 einen bis 2019 gültigen Profivertrag. Am 14. Mai 2017, dem 33. Spieltag der Saison 2016/17, gab er bei der 3:4-Heimniederlage gegen Dynamo Dresden sein Profidebüt in der 2. Bundesliga, als er in der 78. Spielminute für Fabian Reese eingewechselt wurde. Mit dem KSC stieg er am Ende dieser Saison in die 3. Liga ab, erreichte aber am Saisonende die Aufstiegsrelegation. Dort scheiterte man am FC Erzgebirge Aue. Ohne Einsatz in der Drittligasaison 2018/19 wurde der Stürmer in der Winterpause an den Regionalligisten FSV Frankfurt verliehen, um benötigte Spielpraxis zu erhalten, absolvierte dort aber auch nur fünf Ligaeinsätze. Im Sommer 2019 wurde sein Vertrag aufgelöst. Im Anschluss wechselte Vujinović in die erste luxemburgische Liga zum FC Differdingen 03. Dort spielte er bis zur Winterpause 2020/21 und ging dann weiter zum kroatischen Zweitligisten NK Solin. Nur sechs Monate später folgte dann der Wechsel zum NK Siroki Brijeg in die bosnische Premijer Liga. Dort gab er am 8. Juli sein Debüt in der 1. Qualifikationsrunde zur UEFA Europa Conference League gegen KS Vllaznia Shkodra, als er beim 3:1-Hinspielsieg über 68 Minuten zum Einsatz kam. Da Vujinović aber in den folgenden Monaten kaum noch Spielpraxis bekam, wechselte er Anfang 2022 wieder zu seinem ehemaligen Verein NK Solin. Im Sommer 2022 kehrte er in die Heimat zurück zu seinem Jugendverein ASV Durlach in die Landesliga Mittelbaden. Dort schoss er in seinem ersten Jahr in 27 Ligaspielen 25 Treffer und erreichte mit der Mannschaft den dritten Platz.

### Nationalmannschaft
Vujinović absolvierte im Oktober 2015 zwei Partien für die deutsche U17-Nationalmannschaft. Beim 2:0-Sieg im Freundschaftsspiel gegen Belgien erzielte er als Einwechselspieler den Treffer zum Endstand.

## Sonstiges
Seit 2020 ist Vujinovic auch im Futsal aktiv und spielte bisher für die beiden Zweitligisten Villalobos Karlsruhe FC und den Karlsruher SC in der Regionalliga Süd.